# 天堂的微笑
《天堂的微笑》（英語：Endless Love），2019年台灣偶像劇。2019年TVBS歡樂台第十二部原創概念劇。由修杰楷、林予晞、唐振剛、方志友、黃尚禾領銜主演，本劇獲得中華民國文化部106年度電視節目製作補助新台幣1,500萬元，TVBS歡樂台於2019年10月19日起每週六22:00首播，LINE TV、愛奇藝台灣站、WeTV則於當晚起每週六24:00更新，KKTV、LiTV 線上影視於10月20日起每週日12:00更新。幕後花絮《微笑的我們》會在劇聚粉絲專頁釋出。

## 播出時間

### 首播
| 频道          | 所在地                                                  | 首播日期       | 播出時間                   |
| ------------- | ------------------------------------------------------- | -------------- | -------------------------- |
| TVBS歡樂台    | 臺灣                                                    | 2019年10月19日 | 每週六 22:00 - 23:30       |
| LINE TV       | 臺灣                                                    | 2019年10月19日 | 每週六 24:00               |
| 愛奇藝台灣站  | 臺灣                                                    | 2019年10月19日 | 每週六 24:00               |
| WeTV          | 臺灣                                                    | 2019年10月19日 | 每週六 24:00               |
| KKTV          | 臺灣                                                    | 2019年10月20日 | 每週日 12:00               |
| LiTV 線上影視 | 臺灣                                                    | 2019年10月20日 | 每週日 12:00               |
| 華視主頻      | 臺灣                                                    | 2022年10月31日 | 每週一至週五 21:00 - 22:00 |
| 腾讯视频      | 中国大陆                                                | 2020年7月      | 全劇上架                   |
| 爱奇艺        | 中国大陆                                                | 2020年7月      | 全劇上架                   |
| 优酷          | 中国大陆                                                | 2020年7月      | 全劇上架                   |
| TVBS-Asia     | 香港 · 澳門 · 菲律賓 · 新加坡 · 马来西亚 · 印度尼西亞 · | 2023年10月27日 | 每週一至週五 20:00 - 21:00 |

### 重播
| 频道       | 所在地 | 首播日期       | 播出時間             |
| ---------- | ------ | -------------- | -------------------- |
| TVBS歡樂台 | 臺灣   | 2019年10月20日 | 每週日 01:30 - 03:00 |
| TVBS歡樂台 | 臺灣   | 2019年10月20日 | 每週日 12:00 - 13:30 |
| TVBS歡樂台 | 臺灣   | 2019年10月20日 | 每週日 20:00- 21:30  |
| TVBS歡樂台 | 臺灣   | 2019年10月26日 | 每週六 14:00 - 15:30 |

## 劇情大綱
趙承舒一直希望能再替丈夫孫又翔生個兒子，試盡各種偏方，肚皮卻始終無消無息。正當
她幾乎放棄時，醫生捎來好消息，承舒終於懷孕！不料她卻同時得知，自己罹患了腦癌第
四期…承舒看著為家庭努力付出的又翔和年幼的女兒，放心不下，卻也感受到得來不易的
小生命在努力地長大。在生命與孩子之間，她該如何抉擇？

## 演員列表

### 主要演員
| 演員   | 角色   | 介紹 | 登場集數            |
| 李璇   | 梁如真 | 孫又翔的母親，思想傳統，但卻在暗中保護著承舒。 無意中發現承舒的檢驗報告，在眾人面前公開承舒患癌一事 | 全劇                |
| 修杰楷 | 孫又翔 | 從小單親家庭，靠著寡母含辛茹苦將他扶養成人，因此對媽媽相當孝順。也因為從小家境貧寒且單親，受盡人情冷暖，為了走出自卑更加憤發圖強，只為了有一天能夠出人頭地。還好他極具天份又非常努力，最終成為了一名優秀的室內設計師。也在一個偶然的機會遇見了一生摯愛「趙承舒」決定一生相伴不負彼此。與年輕時氣勢高傲的個性有明顯落差。 | 全劇                |
| 徐謀俊 | 孫又翔 | 年輕孫又翔 | 1-3,14-15（回憶）   |
| 林予晞 | 趙承舒 | 看似是鬼靈精怪的她其實內心一直有個過不去的坎。 母親在小時候罹癌過世，心中一直對從醫的父親沒有把母親治好有份埋怨，加上父親再娶，讓她認為母親的愛情沒有得到永恆，而開始與父親有了嫌隙，接著後母又生了一個弟弟，讓她對父親的隔閡越來越深，全家移民加拿大時她選擇獨自留下。 偶然機會下認識了獲得青年設計大賞的孫又翔，進而熱戀，不顧家人反對，毅然決然與孫又翔結婚，甘心為愛當一個守著家庭的女人？ 在剛懷上第二胎做身體檢查時發現自己患上腦癌第四期，打算跟孫又翔及眾人隱瞞病情，生了第二胎後因腦癌過世，存活於大家的心中。 | 全劇                |
| 程雅晨 | 趙承舒 | 年輕的趙承舒 | 1-4,8,14-15（回憶） |
| 唐振剛 | 何宇則 | 天才型醫師、嘴賤心軟的標準直男醫院萬人迷。 何宇則是趙承舒父親的得意門生和未來接班人，也是承舒高中時的同班同學。從高中時就暗戀趙承舒，並決定跟她表白卻被刻意閃躲。之後一切的都是為了趙承舒，轉念醫科，成為少年得志的血液腫瘤科權威醫師，也是為了承舒，但孫又翔的出現，讓何宇則又錯過了。最後他只成為了承舒一輩子最好的朋友，華中三人組不離不棄。最後與令悠結婚當了爸爸。 | 全劇                |
| 葛丞   | 何宇則 | 年輕的何宇則 | 2-4,8,14（回憶）    |
| 方志友 | 楊令悠 | 溫柔善良，面對生活正面向上的創業插畫家。 楊令悠是個知足常樂的平凡女子，獨生女的她受到父母疼愛有加，母親的善良與幽默，父親的樂觀與知足，一家三口相處幽默有趣，猶如朋友一般，也因為這樣的環境，讓楊家面對生死離別時以無比樂觀的態度去面對。 然而因為母親生病，認識了主治醫生何宇則，而後產生了陰錯陽差的分歧，兩人見面便鬥嘴卻也發展出了令人羨慕的感情。成了帶給眾人歡笑紅鼻子醫生，也懷了宇則的孩子。 | 全劇                |
| 何潔柔 | 楊令悠 | 幼時楊令悠 | 6,14（回憶）        |
| 黃尚禾 | 程向東 | EAST設計工作室合夥人 聰明、個性固執嚴謹，即有規劃與效率，天生當機車老闆的料。 程向東與趙承舒、何宇則從高中開學第一天就認識，往後的日子開始形影不離，成了學校最顯眼的三人組。向東總是遷就著承舒，寵愛著承舒。高中畢業後與承舒相約學習室內設計專業之後兩人更是一起開設室內設計公司，面對問題時趙承舒在第一時間出面替他解決，讓程向東不自覺的總把趙承舒放在心上並且決定一直守護著趙承舒，從學生時期到職場上，自己總是被懷疑喜歡著承舒，卻也從來都不置可否。喜歡的似乎另有其人。                                            | 全劇                |
| 張楷奕 | 程向東 | 年輕的程向東 | 2-4,8,14（回憶）    |

### 其他演員
| 演員   | 角色     | 介紹 | 登場集數        |
| 林逸欣 | 韓方婷   | 小學老師，孫如曦的班導師，從小跟孫又翔一起長大的青梅竹馬，一直愛慕著孫又翔。已得知承舒得了腦癌的事，但承舒要她保密。 | 2-12,14-15      |
|        | 趙承信   | 趙承舒同父異母之弟，長期在加拿大居住，因為承舒懷孕而飛回台灣，喜歡方婷，最後要對方等他完成學業回來，後結婚。         | 4-15            |
| 王宗禮 | 趙承信   | 幼年趙承信 | 3,4（回憶）     |
| 許時豪 | 賴耀邦   | 婦產科醫師，趙承舒懷孕時期的主治醫師。                                                                               | 1,3-5,7,9,11-13 |
| 龍劭華 | 趙應達   | 趙承舒之父親，血液腫瘤科權威，前妻過世後再娶並移民加拿大，因為承舒病危再度回台。                                     | 3-5,13-15       |
| 林芷瑈 | 孫如曦   | 孫又翔、趙承舒之女兒 小學二年級生                                                                                    | 1-9,11-15       |
| 嚴正嵐 | 孫如曦   | 長大後的孫如曦，似乎與媽媽同心相繫，帶給大家歡樂。                                                                   | 15              |
| 羅北安 | 楊尹德   | 楊令悠的父親 | 1-6,9-11-13,15  |
| 陳季霞 | 楊蘇月瑛 | 楊令悠的母親，儘管體弱多病卻依然樂觀面對人生，後來因腦癌過世。                                                       | 1-7,9-11-12     |
| 黃瀞怡 | 呂宜人   | 孫又翔的前女友，一度被趙承舒誤會與又翔舊情再燃，後來才告訴承舒她已經結婚的事                                         | 8-10,12,14      |
| 黃鐙輝 | 劉天耀   | Funtest總經理，傅家聲之表哥，嫉妒孫又翔的才華，把孫又翔的名字從設計比賽中移除然後換成自己的名字                      | 3-8,10-11       |
| 朵拉   | Dora     | 孫又翔助理，性格俏皮活潑                                                                                             | 1-7,10-11       |
| 黃冠智 |          | Funtest員工 | 1-6             |
| 石知田 | 傅家聲   | 劉天耀之表弟，曾被劉天耀指使介入與孫又翔的比稿競爭中                                                                 | 4-7             |
| 夏嘉翎 | 顏以欣   | 護理長，愛慕何宇則                                                                                                   | 1-4,6,8-10-13   |
| 劉艾立 | 胡星語   | 胡千之女兒，當紅歌星，與父親關係不好，在又翔的引線下父女和好如初                                                     | 5-9             |
| 袁緒虎 | 胡千     | 胡星語之父親，知名導演，指名要程向東負責胡家的新設計案子，後來在向東的引薦下案子給了孫又翔負責                       | 4-8             |
| 吳震亞 | 陳守寬   | 孫又翔的老同學，在公關公司任職                                                                                       | 2,6-7           |
| 劉柏辰 | 陳守寬   | 年輕時陳守寬 | 2（回憶）       |
| 黎安   | Ivy      | | 1-2             |
| 林祐銓 | 童童     | | 2,4-5,9-10      |
| 柳琮祐 | Yoyo     | | 5               |
| 郭大睿 | 孫如暉   | 孫又翔、趙承舒之兒子，孫如曦的弟弟                                                                                   | 15              |

### 客串演員
| 演員   | 角色     | 介紹                   | 登場集數       |
| 炎亞綸 | 安玖老師 | 算命大師，兼差賣車輪餅 | 1,2（回憶）,15 |
| 蘇菲   | 承信母   | 趙承信的母親           | 3,4            |
| 六月   | 潘智恩   | 成人潘智恩             | 12             |
| 陳榕姍 | 潘智恩   | 年輕潘智恩             | 3              |

### 特別演出
| 演員   | 角色   | 介紹                                                     | 登場集數 |
| 何潤東 | 高浩生 | 心臟外科病人，華英高中的老師，為《翻牆的記憶》角色客串。 | 1        |
| 梁舒涵 | 葉素娥 | 為《女兵日記女力報到》角色客串。                         | 2        |
| 朱陸豪 | 柳維德 | 為《飛越·龍門客棧》角色客串。                            | 3        |
| 潘慧如 | 吳瀟瀟 | 佳麗彩妝公司總經理，為《初戀的情人》角色客串。           | 4        |
| 李易   | 劉政達 | 為《遺憾拼圖》角色客串。                                 | 5        |
| 夏于喬 | 林維真 | 楊令悠的好朋友，為《A咖的路》角色客串。                  | 6        |
| 柯有倫 | 柯景勝 | 為《媽，親一下！》角色客串。                             | 7        |
| 鄒承恩 | 丁國慶 | 為《16個夏天》角色客串。                                 | 8        |
| 陳彥允 | 張定方 | 為《在一起，就好》角色客串。                             | 9        |
| 章廣辰 | 張仲凱 | 為《在一起，就好》角色客串。                             | 9        |
| 王家梁 | 文義   | 為《唯一繼承者》角色客串。                               | 10       |
| 李千那 | 沙冰娜 | 記者，為《哇！陳怡君》角色客串。                         | 11       |
| 六月   | 潘智恩 | 為《酸甜之味》角色客串。                                 | 12       |
| 陳庭妮 | 元菲   | 為《俏摩女搶頭婚》角色客串。                             | 13       |
| 劉香慈 | 陳耀華 | 孕婦，為《女兵日記》角色客串。                           | 14       |
| 林心如 | 唐家妮 | 育有一子，喪夫，為《16個夏天》角色客串。                 | 15       |

## 電視劇歌曲
| 曲別   | 歌名             | 演唱者 | 作詞           | 作曲     |
| 片頭曲 | 幸福藏在哪裡     | 鄭心慈 | 徐世珍         | 周興哲   |
| 片尾曲 | 想念是最遠的旅行 | 鄭心慈 | 吳易緯         | 鄭心慈   |
| 插曲   | 至少我還記得     | 周興哲 | 周興哲、吳易緯 | 周興哲   |
| 插曲   | 天使元年         | 方志友 | 徐世珍         | 林頡     |
| 插曲   | 聽見我聽見你     | 眼鏡俠 | 古皓宇、       | 古皓宇、 |

## 收視率

### TVBS歡樂台週六晚間首播
| 播出日期                               | 集數       | 收視率 | 分集標題                           |
| 2019年10月12日                         | 特輯       | -      | 為角色付出的努力                   |
| 2019年10月19日                         | 1          | 0.38   | 微笑吧！我們說好不哭               |
| 2019年10月26日                         | 2          | 0.43   | 這是遭小偷嗎！                     |
| 2019年11月2日                          | 3          | 0.38   | 你的夢想就是我的                   |
| 2019年11月9日                          | 4          | 0.30   | 勇敢面對自己的未來                 |
| 2019年11月16日                         | 5          | 0.49   | 面對生命我們無法逃避               |
| 2019年11月23日                         | 6          | 0.50   | 是心疼還是心動？                   |
| 2019年11月30日                         | 7          | 0.41   | 該面對的總是會來                   |
| 2019年12月7日                          | 8          | 0.44   | 危機是轉機嗎？                     |
| 2019年12月14日                         | 9          | 0.48   | 快樂與難過一起到來                 |
| 2019年12月21日                         | 10         | 0.44   | 我最在乎的是你，夢想也是你         |
| 2019年12月28日                         | 11         | 0.55   | 或許我們都是不堪一擊的人           |
| 2020年1月4日                           | 12         | 0.51   | 我們永遠無法評論別人的選擇值不值得 |
| 2020年1月11日                          | 13         | 0.49   | 難關，我們一起面對                 |
| 2020年1月18日                          | 14         | 0.50   | 愛都是一樣的                       |
| 2020年1月25日 農曆大年初一暫停播出一次 |            |        |                                    |
| 2020年2月1日                           | 15         | 0.69   | 什麼都還在只是妳不在了             |
| 平均收視率                             | 平均收視率 | 0.47   | 不含特輯                           |

1. 同时段或交叉时段主要节目：
  - 華視《天才衝衝衝》
  - 中視《綜藝玩很大》
  - 民視《舞力全開》
  - 台視《我們不能是朋友》（重播）
  - 三立都會台《網紅的瘋狂世界》
  - 公視《苦力》／《糖糖Online》／《鏡子森林》
  - 東森綜合台《請問 今晚住誰家》
  - 衛視中文台 《用九柑仔店》／《浮士德遊戲2》／《想見你》

## 製作團隊
- 導演：姜瑞智
- 出品人：陳文琦
- 發行人：郝孝祖、戴天易
- 製作人：徐志怡、戴天易
- 監製：徐詩淇、張淑婷、黃家新、羅卓建勝
- 企劃：蕭磊、唐莉雅
- 編劇：林若晞(苑亦)、林怡鳳

- 製作公司：豐采節目製作股份有限公司
- 冠名贊助
  - TVBS歡樂台：米樂爆米花

## 大事記
- 2019年1月27日，開鏡。
- 2019年5月14日，殺青。
- 2019年9月27日，釋出首支前導預告[4]。
- 2019年10月19日，TVBS歡樂台首播。